# Lista de missões tripuladas à Mir

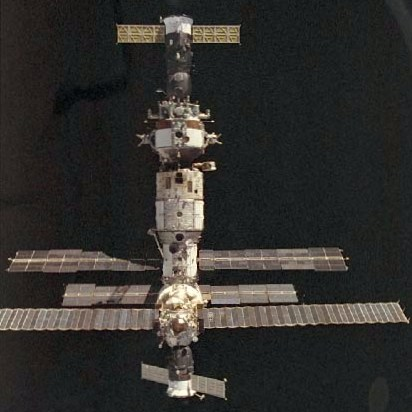
Soyuz TM-20 acoplada na parte de baixo da Mir, visto do ônibus espacial Discovery durante a STS-63 em fevereiro de 1995

Esta é uma lista de todas as missões tripuladas à Mir. A Mir foi uma estação espacial russa muito bem sucedida, cujo centro foi originalmente lançado em 19 de fevereiro de 1986. Foi por várias vezes montada e consertada em órbita a teve uma série de grupos de curta duração (com cerca de uma semana a bordo da estação) assim como muitos grupo de de longa duração (de 6 meses até a estada de 14 meses de Valeri Polyakov que começou em janeiro de 1994, que ainda detêm o recorde de voo espacial mais longo).
Muitos dos grupos que visitaram a Mir utilizaram uma nave para o lançamento e outra diferente para a aterrissagem; como exemplos temos Alexander Viktorenko e Muhammed Faris que foram lançados na Soyuz TM-3 (lançada em 22 de julho de 1987) e aterrisaram uma semana depois na Soyuz TM-2 (em 30 de julho de 1987), como é ilustrado na tabela. O maior grupo a bordo da Mir simultaneamente (sem incluir as missões de ônibus espacial da NASA) foi de 6 pessoas, que ocorreu pela primeira vez com o lançamento da Soyuz TM-7 em 26 de novembro de 1988 e durou mais de três semanas. A estação existiu até 23 de março de 2001, até o ponto em que ela foi tirada de órbita e destruída na reentrada atmosférica.
| Data                    | Nave                | Nave                | Grupo | Grupo | Grupo                                              | Grupo                                         |
| ----------------------- | ------------------- | ------------------- | --- | --- | -------------------------------------------------- | --------------------------------------------- |
| 13 de março de 1986     | 1 Soyuz T-15        |                     | Leonid Kizim Vladimir Solovyev | |                                                    |                                               |
| 16 de julho de 1986     | 1 Soyuz T-15        |                     | Leonid Kizim Vladimir Solovyev | |                                                    |                                               |
| Desocupada              |                     |                     | | |                                                    |                                               |
| 5 de fevereiro de 1987  | 2 Soyuz TM-2        |                     | Yuri Romanenko | Aleksandr Laveykin |                                                    |                                               |
| 22 de julho de 1987     | 2 Soyuz TM-2        | 3 Soyuz TM-3        | Yuri Romanenko | Aleksandr Laveykin | Aleksandr Aleksandrov                              | Alexander Viktorenko Muhammed Faris           |
| 30 de julho de 1987     | 2 Soyuz TM-2        | 3 Soyuz TM-3        | Yuri Romanenko | Aleksandr Laveykin | Aleksandr Aleksandrov                              | Alexander Viktorenko Muhammed Faris           |
| 21 de dezembro de 1987  | 4 Soyuz TM-4        | 3 Soyuz TM-3        | Yuri Romanenko | Vladimir Titov Musa Manarov | Aleksandr Aleksandrov                              | Anatoli Levchenko                             |
| 29 de dezembro de 1987  | 4 Soyuz TM-4        | 3 Soyuz TM-3        | Yuri Romanenko | Vladimir Titov Musa Manarov | Aleksandr Aleksandrov                              | Anatoli Levchenko                             |
| 7 de junho de 1988      | 4 Soyuz TM-4        | 5 Soyuz TM-5        | Anatoly Solovyev Viktor Savinykh Aleksandr Panayatov Aleksandrov                                                                  | Vladimir Titov Musa Manarov |                                                    |                                               |
| 17 de junho de 1988     | 4 Soyuz TM-4        | 5 Soyuz TM-5        | Anatoly Solovyev Viktor Savinykh Aleksandr Panayatov Aleksandrov                                                                  | Vladimir Titov Musa Manarov |                                                    |                                               |
| 29 de agosto de 1988    | 6 Soyuz TM-6        | 5 Soyuz TM-5        | Vladimir Lyakhov Abdul Ahad Mohmand                                                                                               | Vladimir Titov Musa Manarov | Valeri Polyakov                                    |                                               |
| 7 de setembro de 1988   | 6 Soyuz TM-6        | 5 Soyuz TM-5        | Vladimir Lyakhov Abdul Ahad Mohmand                                                                                               | Vladimir Titov Musa Manarov | Valeri Polyakov                                    |                                               |
| 26 de novembro de 1988  | 6 Soyuz TM-6        | 7 Soyuz TM-7        | Alexander A. Volkov Sergei Krikalev                                                                                               | Vladimir Titov Musa Manarov | Valeri Polyakov                                    | Jean-Loup Chrétien                            |
| 21 de dezembro de 1988  | 6 Soyuz TM-6        | 7 Soyuz TM-7        | Alexander A. Volkov Sergei Krikalev                                                                                               | Vladimir Titov Musa Manarov | Valeri Polyakov                                    | Jean-Loup Chrétien                            |
| 27 de abril de 1989     |                     | 7 Soyuz TM-7        | Alexander A. Volkov Sergei Krikalev                                                                                               | | Valeri Polyakov                                    |                                               |
| Desocupada              |                     |                     | | |                                                    |                                               |
| 5 de setembro de 1989   |                     | 8 Soyuz TM-8        | | Alexander Viktorenko Aleksandr Serebrov                                                                                        |                                                    |                                               |
| 11 de fevereiro de 1990 | 9 Soyuz TM-9        | 8 Soyuz TM-8        | Anatoly Solovyev Aleksandr Balandin                                                                                               | Alexander Viktorenko Aleksandr Serebrov                                                                                        |                                                    |                                               |
| 19 de fevereiro de 1990 | 9 Soyuz TM-9        | 8 Soyuz TM-8        | Anatoly Solovyev Aleksandr Balandin                                                                                               | Alexander Viktorenko Aleksandr Serebrov                                                                                        |                                                    |                                               |
| 1 de agosto de 1990     | 9 Soyuz TM-9        | 10 Soyuz TM-10      | Anatoly Solovyev Aleksandr Balandin                                                                                               | Gennadi Manakov Gennady Strekalov                                                                                              |                                                    |                                               |
| 9 de agosto de 1990     | 9 Soyuz TM-9        | 10 Soyuz TM-10      | Anatoly Solovyev Aleksandr Balandin                                                                                               | Gennadi Manakov Gennady Strekalov                                                                                              |                                                    |                                               |
| 2 de dezembro de 1990   | 11 Soyuz TM-11      | 10 Soyuz TM-10      | Viktor Afanasyev Musa Manarov | Gennadi Manakov Gennady Strekalov                                                                                              | Toyohiro Akiyama                                   |                                               |
| 10 de dezembro de 1990  | 11 Soyuz TM-11      | 10 Soyuz TM-10      | Viktor Afanasyev Musa Manarov | Gennadi Manakov Gennady Strekalov                                                                                              | Toyohiro Akiyama                                   |                                               |
| 18 de maio de 1991      | 11 Soyuz TM-11      | 12 Soyuz TM-12      | Viktor Afanasyev Musa Manarov | / Sergei Krikalev | / Anatoly Artsebarsky                              | Helen Sharman                                 |
| 26 de maio de 1991      | 11 Soyuz TM-11      | 12 Soyuz TM-12      | Viktor Afanasyev Musa Manarov | / Sergei Krikalev | / Anatoly Artsebarsky                              | Helen Sharman                                 |
| 2 de outubro de 1991    | 13 Soyuz TM-13      | 12 Soyuz TM-12      | / Alexander A. Volkov | / Sergei Krikalev | / Anatoly Artsebarsky                              | / Toktar Aubakirov- Kazakhstan Franz Viehböck |
| 10 de outubro de 1991   | 13 Soyuz TM-13      | 12 Soyuz TM-12      | / Alexander A. Volkov | / Sergei Krikalev | / Anatoly Artsebarsky                              | / Toktar Aubakirov- Kazakhstan Franz Viehböck |
| 17 de março de 1992     | 13 Soyuz TM-13      | 14 Soyuz TM-14      | / Alexander A. Volkov | / Sergei Krikalev | Alexander Viktorenko Alexander Kaleri              | Klaus-Dietrich Flade                          |
| 25 de março de 1992     | 13 Soyuz TM-13      | 14 Soyuz TM-14      | / Alexander A. Volkov | / Sergei Krikalev | Alexander Viktorenko Alexander Kaleri              | Klaus-Dietrich Flade                          |
| 27 de julho de 1992     | 15 Soyuz TM-15      | 14 Soyuz TM-14      | Anatoly Solovyev Sergei Avdeyev                                                                                                   | Michel Tognini | Alexander Viktorenko Alexander Kaleri              |                                               |
| 10 de agosto de 1992    | 15 Soyuz TM-15      | 14 Soyuz TM-14      | Anatoly Solovyev Sergei Avdeyev                                                                                                   | Michel Tognini | Alexander Viktorenko Alexander Kaleri              |                                               |
| 24 de janeiro de 1993   | 15 Soyuz TM-15      | 16 Soyuz TM-16      | Anatoly Solovyev Sergei Avdeyev                                                                                                   | Gennadi Manakov Alexander Poleshchuk                                                                                           |                                                    |                                               |
| 1 de fevereiro de 1993  | 15 Soyuz TM-15      | 16 Soyuz TM-16      | Anatoly Solovyev Sergei Avdeyev                                                                                                   | Gennadi Manakov Alexander Poleshchuk                                                                                           |                                                    |                                               |
| 1 de julho de 1993      | 17 Soyuz TM-17      | 16 Soyuz TM-16      | Jean-Pierre Haigneré | Gennadi Manakov Alexander Poleshchuk                                                                                           | Vasili Tsibliyev Aleksandr Serebrov                |                                               |
| 22 de julho de 1993     | 17 Soyuz TM-17      | 16 Soyuz TM-16      | Jean-Pierre Haigneré | Gennadi Manakov Alexander Poleshchuk                                                                                           | Vasili Tsibliyev Aleksandr Serebrov                |                                               |
| 7 de janeiro de 1994    | 17 Soyuz TM-17      | 18 Soyuz TM-18      | Viktor Afanasyev Yury Usachev | Valeri Polyakov | Vasili Tsibliyev Aleksandr Serebrov                |                                               |
| 14 de janeiro de 1994   | 17 Soyuz TM-17      | 18 Soyuz TM-18      | Viktor Afanasyev Yury Usachev | Valeri Polyakov | Vasili Tsibliyev Aleksandr Serebrov                |                                               |
| 1 de julho de 1994      | 19 Soyuz TM-19      | 18 Soyuz TM-18      | Viktor Afanasyev Yury Usachev | Valeri Polyakov | Yuri Malenchenko Talgat Musabayev                  |                                               |
| 9 de julho de 1994      | 19 Soyuz TM-19      | 18 Soyuz TM-18      | Viktor Afanasyev Yury Usachev | Valeri Polyakov | Yuri Malenchenko Talgat Musabayev                  |                                               |
| 3 de outubro de 1994    | 19 Soyuz TM-19      | 20 Soyuz TM-20      | Alexander Viktorenko Elena Kondakova                                                                                              | Valeri Polyakov | Yuri Malenchenko Talgat Musabayev                  | Ulf Merbold                                   |
| 4 de novembro de 1994   | 19 Soyuz TM-19      | 20 Soyuz TM-20      | Alexander Viktorenko Elena Kondakova                                                                                              | Valeri Polyakov | Yuri Malenchenko Talgat Musabayev                  | Ulf Merbold                                   |
| 14 de março de 1995     | 21 Soyuz TM-21      | 20 Soyuz TM-20      | Alexander Viktorenko Elena Kondakova                                                                                              | Valeri Polyakov | Vladimir Dezhurov Gennady Strekalov Norman Thagard |                                               |
| 22 de março de 1995     | 21 Soyuz TM-21      | 20 Soyuz TM-20      | Alexander Viktorenko Elena Kondakova                                                                                              | Valeri Polyakov | Vladimir Dezhurov Gennady Strekalov Norman Thagard |                                               |
| 27 de junho de 1995     | 21 Soyuz TM-21      | 22 STS-71 Atlantis  | Robert L. Gibson Charles J. Precourt Ellen S. Baker Bonnie J. Dunbar Gregory J. Harbaugh                                          | Anatoly Solovyev Nikolai Budarin                                                                                               | Vladimir Dezhurov Gennady Strekalov Norman Thagard |                                               |
| 7 de julho de 1995      | 21 Soyuz TM-21      | 22 STS-71 Atlantis  | Robert L. Gibson Charles J. Precourt Ellen S. Baker Bonnie J. Dunbar Gregory J. Harbaugh                                          | Anatoly Solovyev Nikolai Budarin                                                                                               | Vladimir Dezhurov Gennady Strekalov Norman Thagard |                                               |
| 3 de setembro de 1995   | 21 Soyuz TM-21      | 23 Soyuz TM-22      | Yuri Gidzenko Sergei Avdeyev Thomas Reiter                                                                                        | Anatoly Solovyev Nikolai Budarin                                                                                               |                                                    |                                               |
| 11 de setembro de 1995  | 21 Soyuz TM-21      | 23 Soyuz TM-22      | Yuri Gidzenko Sergei Avdeyev Thomas Reiter                                                                                        | Anatoly Solovyev Nikolai Budarin                                                                                               |                                                    |                                               |
| 12 de novembro de 1995  | 24 STS-74 Atlantis  | 23 Soyuz TM-22      | Yuri Gidzenko Sergei Avdeyev Thomas Reiter                                                                                        | Kenneth D. Cameron James D. Halsell Jerry L. Ross William S. McArthur Jr. Chris A. Hadfield                                    |                                                    |                                               |
| 20 de novembro de 1995  | 24 STS-74 Atlantis  | 23 Soyuz TM-22      | Yuri Gidzenko Sergei Avdeyev Thomas Reiter                                                                                        | Kenneth D. Cameron James D. Halsell Jerry L. Ross William S. McArthur Jr. Chris A. Hadfield                                    |                                                    |                                               |
| 21 de fevereiro de 1996 | 25 Soyuz TM-23      | 23 Soyuz TM-22      | Yuri Gidzenko Sergei Avdeyev Thomas Reiter                                                                                        | Yuri Onufrienko Yury Usachev                                                                                                   |                                                    |                                               |
| 29 de fevereiro de 1996 | 25 Soyuz TM-23      | 23 Soyuz TM-22      | Yuri Gidzenko Sergei Avdeyev Thomas Reiter                                                                                        | Yuri Onufrienko Yury Usachev                                                                                                   |                                                    |                                               |
| 22 de março de 1996     | 25 Soyuz TM-23      | 26 STS-76 Atlantis  | Kevin P. Chilton Richard A. Searfoss Linda M. Godwin Michael R. Clifford Ronald M. Sega                                           | Yuri Onufrienko Yury Usachev                                                                                                   | Shannon W. Lucid                                   |                                               |
| 31 de março de 1996     | 25 Soyuz TM-23      | 26 STS-76 Atlantis  | Kevin P. Chilton Richard A. Searfoss Linda M. Godwin Michael R. Clifford Ronald M. Sega                                           | Yuri Onufrienko Yury Usachev                                                                                                   | Shannon W. Lucid                                   |                                               |
| 17 de agosto de 1996    | 25 Soyuz TM-23      | 27 Soyuz TM-24      | Valery Korzun Alexandr Kaleri | Yuri Onufrienko Yury Usachev                                                                                                   | Shannon W. Lucid                                   | Claudie Haigneré                              |
| 2 de setembro de 1996   | 25 Soyuz TM-23      | 27 Soyuz TM-24      | Valery Korzun Alexandr Kaleri | Yuri Onufrienko Yury Usachev                                                                                                   | Shannon W. Lucid                                   | Claudie Haigneré                              |
| 16 de setembro de 1996  | 28 STS-79 Atlantis  | 27 Soyuz TM-24      | Valery Korzun Alexandr Kaleri | William F. Readdy Terrence W. Wilcutt Thomas D. Akers Jay Apt Carl E. Walz                                                     | Shannon W. Lucid                                   | John E. Blaha                                 |
| 26 de setembro de 1996  | 28 STS-79 Atlantis  | 27 Soyuz TM-24      | Valery Korzun Alexandr Kaleri | William F. Readdy Terrence W. Wilcutt Thomas D. Akers Jay Apt Carl E. Walz                                                     | Shannon W. Lucid                                   | John E. Blaha                                 |
| 12 de janeiro de 1997   | 29 STS-81 Atlantis  | 27 Soyuz TM-24      | Valery Korzun Alexandr Kaleri | Michael A. Baker Brent W. Jett John M. Grunsfeld Marsha S. Ivins Peter J.K. Wisoff                                             | Jerry M. Linenger                                  | John E. Blaha                                 |
| 22 de janeiro de 1997   | 29 STS-81 Atlantis  | 27 Soyuz TM-24      | Valery Korzun Alexandr Kaleri | Michael A. Baker Brent W. Jett John M. Grunsfeld Marsha S. Ivins Peter J.K. Wisoff                                             | Jerry M. Linenger                                  | John E. Blaha                                 |
| 10 de fevereiro de 1997 | 30 Soyuz TM-25      | 27 Soyuz TM-24      | Valery Korzun Alexandr Kaleri | Vasili Tsibliyev Aleksandr Lazutkin                                                                                            | Jerry M. Linenger                                  | Reinhold Ewald                                |
| 2 de março de 1997      | 30 Soyuz TM-25      | 27 Soyuz TM-24      | Valery Korzun Alexandr Kaleri | Vasili Tsibliyev Aleksandr Lazutkin                                                                                            | Jerry M. Linenger                                  | Reinhold Ewald                                |
| 15 de maio de 1997      | 30 Soyuz TM-25      | 31 STS-84 Atlantis  | Charles J. Precourt Eileen M. Collins Carlos I. Noriega Edward T. Lu Jean-François Clervoy Elena V. Kondakova                     | Vasili Tsibliyev Aleksandr Lazutkin                                                                                            | Jerry M. Linenger                                  | C. Michael Foale                              |
| 24 de maio de 1997      | 30 Soyuz TM-25      | 31 STS-84 Atlantis  | Charles J. Precourt Eileen M. Collins Carlos I. Noriega Edward T. Lu Jean-François Clervoy Elena V. Kondakova                     | Vasili Tsibliyev Aleksandr Lazutkin                                                                                            | Jerry M. Linenger                                  | C. Michael Foale                              |
| 5 de agosto de 1997     | 30 Soyuz TM-25      | 32 Soyuz TM-26      | Anatoly Solovyev Pavel Vinogradov                                                                                                 | Vasili Tsibliyev Aleksandr Lazutkin                                                                                            |                                                    | C. Michael Foale                              |
| 14 de agosto de 1997    | 30 Soyuz TM-25      | 32 Soyuz TM-26      | Anatoly Solovyev Pavel Vinogradov                                                                                                 | Vasili Tsibliyev Aleksandr Lazutkin                                                                                            |                                                    | C. Michael Foale                              |
| 25 de setembro de 1997  | 33 STS-86 Atlantis  | 32 Soyuz TM-26      | Anatoly Solovyev Pavel Vinogradov                                                                                                 | James D. Wetherbee Michael J. Bloomfield Scott E. Parazynski Wendy B. Lawrence Jean-Loup Chrétien Vladimir G. Titov            | David A. Wolf                                      | C. Michael Foale                              |
| 6 de outubro de 1997    | 33 STS-86 Atlantis  | 32 Soyuz TM-26      | Anatoly Solovyev Pavel Vinogradov                                                                                                 | James D. Wetherbee Michael J. Bloomfield Scott E. Parazynski Wendy B. Lawrence Jean-Loup Chrétien Vladimir G. Titov            | David A. Wolf                                      | C. Michael Foale                              |
| 22 de janeiro de 1998   | 34 STS-89 Endeavour | 32 Soyuz TM-26      | Anatoly Solovyev Pavel Vinogradov                                                                                                 | Terrence W. Wilcutt Joe F. Edwards, Jr. Bonnie J. Dunbar Michael P. Anderson James F. Reilly, II Salizhan Shakirovich Sharipov | David A. Wolf                                      | Andrew S. W. Thomas                           |
| 29 de janeiro de 1998   | 34 STS-89 Endeavour | 32 Soyuz TM-26      | Anatoly Solovyev Pavel Vinogradov                                                                                                 | Terrence W. Wilcutt Joe F. Edwards, Jr. Bonnie J. Dunbar Michael P. Anderson James F. Reilly, II Salizhan Shakirovich Sharipov | David A. Wolf                                      | Andrew S. W. Thomas                           |
| 30 de janeiro de 1998   | 35 Soyuz TM-27      | 32 Soyuz TM-26      | Anatoly Solovyev Pavel Vinogradov                                                                                                 | Talgat Musabayev Nikolai Budarin                                                                                               | Léopold Eyharts                                    | Andrew S. W. Thomas                           |
| 19 de fevereiro de 1998 | 35 Soyuz TM-27      | 32 Soyuz TM-26      | Anatoly Solovyev Pavel Vinogradov                                                                                                 | Talgat Musabayev Nikolai Budarin                                                                                               | Léopold Eyharts                                    | Andrew S. W. Thomas                           |
| 2 de junho de 1998      | 35 Soyuz TM-27      | 36 STS-91 Discovery | Charles J. Precourt Dominic L. Pudwill Gorie Wendy B. Lawrence Franklin R. Chang-Diaz Janet L. Kavandi Valery Victorovitch Ryumin | Talgat Musabayev Nikolai Budarin                                                                                               |                                                    | Andrew S. W. Thomas                           |
| 12 de junho de 1998     | 35 Soyuz TM-27      | 36 STS-91 Discovery | Charles J. Precourt Dominic L. Pudwill Gorie Wendy B. Lawrence Franklin R. Chang-Diaz Janet L. Kavandi Valery Victorovitch Ryumin | Talgat Musabayev Nikolai Budarin                                                                                               |                                                    | Andrew S. W. Thomas                           |
| 13 de agosto de 1998    | 35 Soyuz TM-27      | 37 Soyuz TM-28      | Gennady Padalka | Talgat Musabayev Nikolai Budarin                                                                                               | Sergei Avdeyev                                     | Yuri Baturin                                  |
| 25 de agosto de 1998    | 35 Soyuz TM-27      | 37 Soyuz TM-28      | Gennady Padalka | Talgat Musabayev Nikolai Budarin                                                                                               | Sergei Avdeyev                                     | Yuri Baturin                                  |
| 20 de fevereiro de 1999 | 38 Soyuz TM-29      | 37 Soyuz TM-28      | Gennady Padalka | Viktor Afanasyev Jean-Pierre Haigneré                                                                                          | Sergei Avdeyev                                     | Ivan Bella                                    |
| 28 de fevereiro de 1999 | 38 Soyuz TM-29      | 37 Soyuz TM-28      | Gennady Padalka | Viktor Afanasyev Jean-Pierre Haigneré                                                                                          | Sergei Avdeyev                                     | Ivan Bella                                    |
| 28 de agosto de 1999    | 38 Soyuz TM-29      |                     | | Viktor Afanasyev Jean-Pierre Haigneré                                                                                          | Sergei Avdeyev                                     |                                               |
| Desocupada              |                     |                     | | |                                                    |                                               |
| 4 de abril, 2000        | 39 Soyuz TM-30      |                     | Sergei Zalyotin Alexandr Kaleri                                                                                                   | |                                                    |                                               |
| 16 de junho de 2000     | 39 Soyuz TM-30      |                     | Sergei Zalyotin Alexandr Kaleri                                                                                                   | |                                                    |                                               |